# Olivia Nobs
Olivia Nobs (n. 18 noiembrie 1982, La Chaux-de-Fonds, cantonul Neuchâtel, Elveția) este o sportivă ce a reprezentat Elveția, medaliată olimpică. A participat la 2 ediții ale Jocurilor Olimpice (2006, 2010) în care a câștigat o medalie de bronz.